# Вальдфойхт
Вальдфойхт (нім. Waldfeucht) — громада в Німеччині, знаходиться в землі Північний Рейн-Вестфалія. Підпорядковується адміністративному округу Кельн. Входить до складу району Гайнсберг.
Площа — 30,27 км2. Населення становить 8912 ос. (станом на 31 грудня 2020).